# قمار در افغانستان
در افغانستان شرط زدن برد و باخت بین دونفر را قمار گویند. با وجودیکه دین اسلام قمار زدن را ممنوع قرار داده است ولی باوجود آنهم قمار وجود دارد. قمار یکنوع ورزش فکری و تفریحی است که یک شخص مساعی خودرا جهت دریافت سرمایه بمصرف می‌رساند. قمار می‌تواند بالای پول، اجناس و سایر شرط‌بندی شود. کلمه شرط زدن در افغانستان ممنوع است. در افغانستان عمر قمار بازان از سنین ۲۵–۶۵ ساله می‌باشد. مروجترین قمار در افغانستان کاغذ بازی بترنو، چهار والی و کمسائی است. درین قمار بعضاً مردم ثروت مال زمین حیوانات حتی خانه و ماشین خودرا از دست می‌دهند.

## تاریخچه قمار در افغانستان
بجلبازی (استخوان بین دو مفصل گوسفند)، شدمکان یا شیر است خط، کمسائی یکی از قدیمترین قمار در افغانستان می‌باشد. کاغذ بازی پس از قرن ۱۸ از هندوستان به افغانستان آمده‌است. دانه‌های کمسائی از استخوان ساخته شده که در روی آن از یک الی شش خال کنده می‌شود.

## انواع قمار در افغانستان
انواع پر بازی از قبیل بترنو، فلاش، چهار والی، کمسائی مانند چکه پاو و مار پاو، تشله بازی، بجل بازی، شیشه بردکان، تکمه بردکان، انواع قمار الکترونیکی، کارنیوال، کازینو، اسنوکر، کرومبورد، کمسائی، سه پته، طالع بجنگان، قطکان... می‌باشد.
از جمله سنوکر، بلیارد، کارنیوال، دیس، قمار الکترونیکی، شطرنج، کرمبول، والیبال تجارتی، تخم جنگی، سگ جنگی، مرغ جنگی، بودنه جنگی، قوچ جنگی ممنوع نیست وبنام ورزش فکری یادمی‌شوند. این بازی‌ها در حقیقت ورزش فکری است بمنظور بیشتر جالب شدن و دریافت مهارت شرط زنی هم نمی شود

در روزهای خجسته مردم در خانه کوچه‌ها و در محلات خوشی قمار بازی می‌نمایند. در محافل خوشی و شب نشینی مردم قمار بازی می‌نمایند. در محافل خانگی اطراف شهرها و شهرها اگر قمار وجود نداشته باشد شب گردش را مردم نمی‌پسندد.

 کلپ‌های سنوکر مرکز بیکاران ایلاگردان شده بالای سنوکر وبلیارد شرط می‌بندند. این کلپها برای فامیلها یک مشکل جدید خلق شده‌است.

## قمار مردان
تعداد زیادی از مردان افغانستان بیکار و کار دار مبتلا به قمار بازی می‌باشد. تعدادی بدون قمار زندگی کرده نمی‌تواند و خوشی او در بازی قمار است که بنام گَرگی یاد می‌شود. خطرناکترین بازی قمار که بعضی‌ها خانه، پول و زندگی خود را از دست می‌دهند عبارت از کمسائی و پر بازی بطرنو و چهاروالی است. قمارهای که به آن شرط‌بندی کوچک می‌شود و هم ورزش است عبارت از قمار ورزش بلیارد سنوکر شطرنج کرومبورد، والیبال تجارتی، فوتبال تجارتی، و غیره می‌باشد.

## قمار اطفال
در افغانستان معمولاً بازی‌های جالبی چون:توشله بازی باد بادک بازی می‌باشد